# Ulrich Gasser
Ulrich Gasser (* 15. April 1950 in Frauenfeld) ist ein zeitgenössischer Schweizer Komponist und Kulturfunktionär.

## Leben
Nach der Matura absolvierte Gasser ein Instrumentalstudium am Konservatorium Winterthur (Querflöte), anschliessend vertiefte er seine Instrumentalausbildung als Flötist bei André Jaunet am Konservatorium Zürich und studierte gleichzeitig Komposition bei Klaus Huber an der Hochschule für Musik Freiburg (Breisgau).
Zwischen 1976 und 2004 übte er eine Lehrtätigkeit an der Pädagogischen Maturitätsschule Kreuzlingen aus. Er war Mitarbeiter bei der Pro Musica Zürich und bei der Musikkommission des Künstlerhauses Boswil. Zwischen 2004 und 2008 war er im Sekretariat des Schweizerischen Tonkünstlervereins STV/ASM in Lausanne als Secrétaire artistique zuständig für musikalisch-künstlerische Fragen. Er ist seit 2009 als freischaffender Komponist tätig, lebt am Genfersee und in Frankreich.

## Musikalisches Schaffen
Gassers Werk umfasst Kompositionen für Soloinstrumente, Kammermusik, Ensembles, Kammerorchester, Orchester, Singstimmen, Vokalensemble, Chor, vor allem aber Oratorien, Liturgische Musik, sowie Musiktheater bzw. Musik für Stummfilme. Seit 1981 komponiert er in regelmässigen Abständen Musik mit Klangsteinen zusammen mit dem Steinbildhauer Arthur Schneiter.
Gasser liess sich von Andrea Nolds Bildern zu nicht weniger als drei Kompositionen inspirieren. Eine davon wurde anlässlich des Schweizerischen Tonkünstlerfestes 1981 in Lugano aufgeführt.
Aufführungen seiner Werke fanden statt auf den Donaueschinger Musiktagen, Festivals in Hamburg, Kassel, München, Saarbrücken, Schwäbisch Gmünd, Venedig und an mehreren schweizerischen Tonkünstlerfesten, darunter auch mit Radio-Direktübertragungen.
Auf CD-Einspielungen erschienen sind (u. a. unter Mitbeteiligung des Komponisten):
- Zeit/Züge II (Grammont Sélection 1. Uraufführungen aus dem Jahr 2007)
- Engel, den toten Christus haltend, und Maria lächelt (Festival L'art pour l'Aar – Januar 2005)
- ROTONDO oder Die Kunst des Fügens (Ensemble Aventure)
- Von der unerbittlichen Zufälligkeit des Todes, ein szenisches Oratorium (Ensemble "Les Joueurs de flûte"; Schneiter; u. a.)
- Pasticchio (Kreuzende Wege – Komponistensekretariat Zürich)
- Visio Stephani – oder wie der heilige Stephanus zu Tode kam (Ulrich Gasser: Visio Stephani)
- Versuch/Gedanken über „Christe du Lamm Gottes“ (Singkreis der Engadiner Kantorei Zürich; Karl Scheuber)
- Orgelstück zum Lied der Weisheit (Christoph Wartenweiler)
- Aus den Sprüchen das Lied der Weisheit (Ensemble Exvoco, Stuttgart)
- Christusdornen (Arditti String Quartet)
- Noten VI (Rundfunksinfonieorchester Saarbrücken; Hans Zender)

## Funktionen im Kulturschaffen
- 1992–1998 Präsident des "Forum andere Musik" Kreuzlingen
- 1994–2003 Präsident der "Schweizer Musik Edition" SME/EMS
- 1999–2003 Mitglied des Vorstands von Suisseculture
- 1998–2004 Mitglied im Vorstand des Schweizerischen Tonkünstlervereins STV/ASM, davon zwei Jahre als Präsident
- Seit 2002 Stiftungsrat der Fondation Nicati-de Luze und Schweizerischer Jugendmusikwettbewerb SJMW
- 2006–2009 Beiratsmitglied des European Composers Forum

## Auszeichnungen
- 1982 2. Preis der Ensemblia Mönchengladbach
- 1985 1. Preis beim Kompositionswettbewerb der Bachakademie Stuttgart
- 1991 Kulturpreis des Kantons Thurgau